# Миллисекундный пульсар
Миллисеку́ндный пульса́р (англ. Millisecond pulsar, MSP) — пульсар с периодом вращения в диапазоне от 1 до 10 миллисекунд. Подобные пульсары были обнаружены в радио-, рентгеновском и гамма-диапазоне волн электромагнитного спектра. Теория происхождения всех миллисекундных пульсаров полностью не разработана. Наиболее распространенная теория их образования говорит, что такой пульсар изначально вращается не настолько быстро, но постепенно раскручивается благодаря аккреции вещества со звезды, образующей с ним тесную двойную систему. По этой причине пульсары иногда называют «раскрученными пульсарами» (англ. recycled pulsars).
Миллисекундные пульсары являются членами маломассивных рентгеновских двойных систем. Рентгеновское излучение в этих системах исходит от аккреционного диска вокруг нейтронной звезды, на которую перетекают внешние слои звезды-компаньона, переполнившей свою полость Роша. Передача углового момента через аккреционный диск теоретически может увеличить скорость вращения пульсара до сотен оборотов в секунду. Магнитное поле миллисекундных пульсаров значительно слабее, чем у других пульсаров, поэтому энергию вращения они теряют медленно, и время их возможной жизни сопоставимо с возрастом наблюдаемой Вселенной. Это означает, что миллисекундные пульсары возникают очень редко. Они характерны для шаровых скоплений, где обычная нейтронная звезда может захватить другую звезду. Миллисекундные пульсары являются старыми пульсарами, хотя не все старые пульсары вращаются быстро. Одиночные старые пульсары, двойные пульсары, а также члены любых широких двойных систем не могут раскручиваться, и вращение их со временем только замедляется.

Шаровое звёздное скопление Terzan 5

Тем не менее в последнее время появились свидетельства того, что стандартная модель эволюции не в состоянии объяснить происхождение всех миллисекундных пульсаров, особенно молодых пульсаров с относительно высокими магнитными полями, например, PSR B1937+21. Кизильтян (Kızıltan) и Торсет (Thorsett) показали, что миллисекундные пульсары должны формироваться в результате, по крайней мере, двух различных процессов. Но природа второго процесса остаётся непонятной.
Многие миллисекундные пульсары находятся в шаровых скоплениях. Это согласуется с теорией их формирования путём раскрутки, так как чрезвычайно высокая плотность звёзд в этих скоплениях предполагает гораздо более высокую вероятность того, что пульсар будет иметь гигантскую звезду-компаньона или захватит её. В настоящее время известно около 130 миллисекундных пульсаров в шаровых скоплениях: Шаровое скопление Terzan 5 содержит 33 таких пульсара, 47 Тукана — 22, M28 и M15 по 8 пульсаров каждое.
Миллисекундные пульсары испускают импульсы с очень высокой точностью, лучше, чем лучшие атомные часы. Это делает их очень чувствительными зондами. Например, всё, что вращается по орбите вокруг миллисекундных пульсаров, вызывает периодические доплеровские сдвиги их импульсов во времени, которые затем могут быть проанализированы, чтобы выявить наличие компаньона и с высокой точностью измерить орбиту и массу объекта. Метод настолько чувствителен, что с его помощью можно обнаружить даже объекты размером с астероид, если они находятся на орбите миллисекундного пульсара. Первая подтверждённая экзопланета, за несколько лет до первого открытия экзопланет вокруг «нормальных» звёзд, была обнаружена на орбите вокруг миллисекундного пульсара PSR B1257+12. Эти планеты земной массы оставались в течение многих лет единственными объектами такого рода, известными за пределами нашей Солнечной системы. И один из них (возможно, даже комета), с меньшей массой, сравнимой с массой нашей Луны, по сей день является объектом наименьшей массы, известным за пределами Солнечной системы.
В галактике наиболее точным ходом (наименьшей относительной нестабильностью вращения) среди изученных обладает пульсар PSR J1713+0747. Также очень точны пульсары J1909+3744, J1918+0642, J0030+0451, J0613-0200, J2317+1439.

## Ограничения на скорость вращения пульсаров

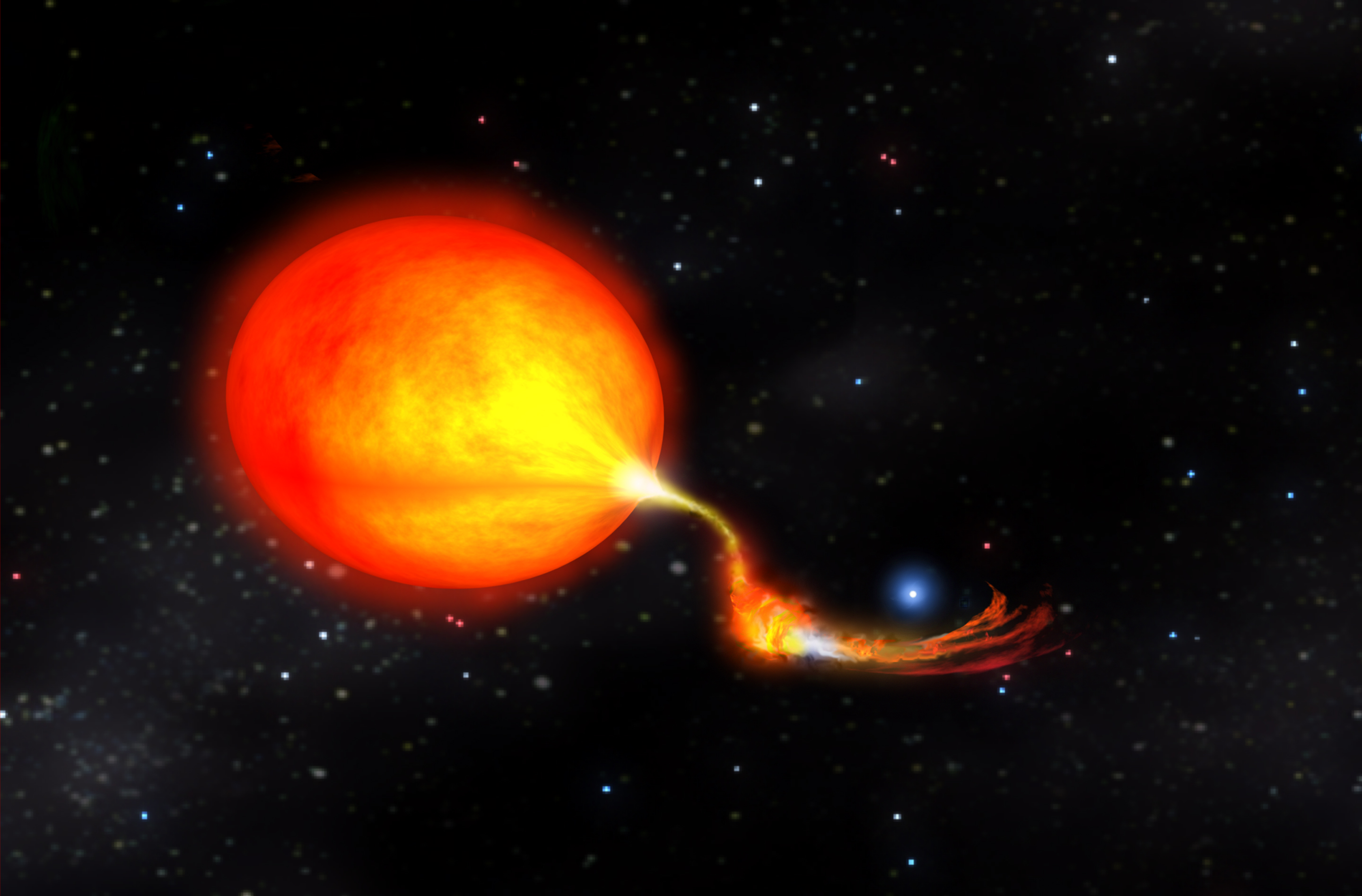
Аккреция вещества со звезды-компаньона — красного карлика на пульсар в представлении художника. Аккрецируемое вещество ускоряет вращение пульсара, делая его миллисекундным

Первый миллисекундный пульсар, PSR B1937+21, обнаружен в 1982 году Чарльзом Беккером. Пульсар вращался со скоростью примерно 641 раз в секунду, он остается вторым наиболее быстровращающимся миллисекундным пульсаром примерно из 200, которые были обнаружены с тех пор. Пульсар PSR J1748-2446ad, обнаруженный в 2005 году, является самым быстровращающимся пульсаром, известным по состоянию на 2012 год: его скорость — 716 оборотов в секунду.
Современные теории структуры и эволюции нейтронных звёзд предсказывают, что пульсары распались бы, если бы они вращались со скоростью ~1500 оборотов в секунду или более, и что при скорости выше 1000 оборотов в секунду они должны терять энергию путём гравитационного излучения быстрее, чем получают путём аккреции.
Тем не менее, в начале 2007 года космические рентгеновские обсерватории RXTE и INTEGRAL обнаружили нейтронную звезду XTE J1739-285, которая вращается со скоростью 1122 оборотов в секунду, однако этот результат не является статистически значимым, с уровнем значимости всего 3 сигма. Таким образом, этот пульсар является интересным кандидатом для дальнейшего наблюдения, текущие результаты не являются окончательными. Тем не менее, считается, что гравитационное излучение играет важную роль в замедлении скорости вращения. Кроме того, рентгеновский пульсар IGR J00291+5934, который вращается со скоростью 599 оборотов в секунду, является главным кандидатом для обнаружения таких волн в будущем (большинство рентгеновских пульсаров вращаются со скоростью около 300 оборотов в секунду).